# 前226年
| 千纪： | 前1千纪 |
| 世纪： | 前4世纪 \| 前3世纪 \| 前2世纪                                                                                         |
| 年代： | 前250年代 \| 前240年代 \| 前230年代 \| 前220年代 \| 前210年代 \| 前200年代 \| 前190年代                               |
| 年份： | 前231年 \| 前230年 \| 前229年 \| 前228年 \| 前227年 \| 前226年 \| 前225年 \| 前224年 \| 前223年 \| 前222年 \| 前221年 |
| 纪年： | 秦王政二十一年；齐王建三十九年；楚王负刍二年；代王嘉二年；魏王假二年；燕王喜二十九年；衛君角十六年                    |

## 大事记
中国
- 十月--秦將王翦攻克燕都薊。燕王喜及太子丹率其精兵東保遼東，李信急追之。代王嘉遺燕王書，令殺太子丹以獻。丹匿衍水中，燕王使使斬丹，欲以獻王，王復進兵攻之。
- 王賁伐楚，取十餘城。王問於將軍李信曰：「吾欲取荊，於將軍度用幾何人而足？」李信曰：「不過用二十萬。」王以問王翦，王翦曰：「非六十萬人不可。」王曰：「王將軍老矣，何怯也！」遂使李信、蒙恬將二十萬人伐楚；王翦因謝病歸頻陽。
- 前韓國 (戰國)貴族在故都新鄭發動叛亂，後被平定

西方
- 迦太基與羅馬簽訂埃布羅協議規定兩國以埃布羅河為界，在伊比利亞半島上劃分勢力範圍。
- 位于希腊东部的罗得岛发生地震，号称古代世界七大奇迹之一的太阳神铜像被震毁。

## 逝世
- 韓王安，戰國七雄韓國末代君主，韓桓惠王之子。